# Hajím Topól
Hajím Topól, művésznevén Topol (héber betűkel חיים טופול, izraeli angol átírásváltozatai Chaim Topol, Haym Topol; Brit Birodalom palesztinai mandátum, Tel-Aviv, 1935. szeptember 9. – Tel Aviv, 2023. március 8.) kétszeres Golden Globe-díjas izraeli színész.

## Életpályája
Iskolái befejezése után, 1953-ban belépett az izraeli hadseregbe, és a Sínai-félszigeten harcolt, valamint a sereg színpadain játszott amatőr színészként. Később Efrájim Kishonnal saját kabarészínházat alapítottak Tel-Avivban. 1961-ben jelentős részt vállalt a Haifai Városi Színház megalapításában. 
1961-től játszott filmekben, első angol nyelvű szerepét 1966-ban, Az óriás árnyéka (Cast a Giant Shadow) című filmben kapta. Filmszínészi karrierjének kiemelkedő állomása az 1971-ben készült Hegedűs a háztetőn című film főszerepe, Tevje, az anatevkai zsidó tejesember alakítása (előzőleg tel-avivi, majd londoni színházakban játszotta e musicalszerepet). E szerepéért 1972-ben Golden Globe-díjat kapott, és a legjobb férfi főszereplőnek járó Oscar-díjra is jelölték. Később mintegy tucatnyi filmben játszott mellékszerepet, majd az 1990-es évek végén visszavonult a filmezéstől.

## Filmográfiája
zárójelben a bemutató éve és a szerep van feltüntetve
- I Like Mike (1961)
- El Dorado (1963)
- Sallah Shabati (1964)
- Az óriás árnyéka / Cast a Giant Shadow (1966, Abu ibn-Káder)
- Ervinka (1967, Ervinka szerepében)
- Az azték pap átka / A Talent for Loving (1969, Gun Crazy)
- Before Winter Comes (1969, Janovic)
- The Going Up of David Lev (1971, Hájim)
- Ha-Tarnegol (1971)
- Hegedűs a háztetőn / Fiddler on the Roof (1971, Tevje)
- Ki megy a nő után? / The Public Eye / Follow Me! (1972, Julian Cristoforou)
- Galilei élete / Galileo (1975, Galileo Galilei)
- The New Media Bible: Book of Genesis (1979, Ábrahám)
- Ház a Garibaldi utcában / The House on Garibaldi Street (1979, Michael)
- Flash Gordon / Flash Gordon (1980, Dr. Hans Zarkov)
- Szigorúan bizalmas / For Your Eyes Only (1981, Milos Columbo)
- Winds of War / War and Remembrance (1983, Berel Jastrow)
- Roman Behemshechim (1985, Effi Avidar)
- Queenie (1987, Dimitri Goldner)
- Időgép / Time Elevator (1998, Sálem)
- A törvény terhe / Left Luggage (1998, Yacov Apfelschnitt)